# Notomys macrotis
Notomys macrotis är en utdöd däggdjursart som beskrevs av Thomas 1921. Notomys macrotis ingår i släktet hoppråttor, och familjen råttdjur. IUCN kategoriserar arten globalt som utdöd. Inga underarter finns listade i Catalogue of Life.
Arten förekom i västcentrala Western Australia. Den levde i regioner med hed eller i öppna skogar samt i områden med glest fördelade buskar och träd.
Notomys macrotis dog troligen ut på grund av introducerade tamkatter. Antagligen påverkades den även av får som fick beta i utbredningsområdet. På grund av fåren minskade växtligheten och de förstörde troligen gnagarens underjordiska bon. De sista individerna av Notomys macrotis fångades under 1840-talet och troligen dog arten ut under de följande årtiondena. Rödräven introducerades senare och den borde inte ha varit delaktig i artens försvinnande.